# Kurt W. Streubel

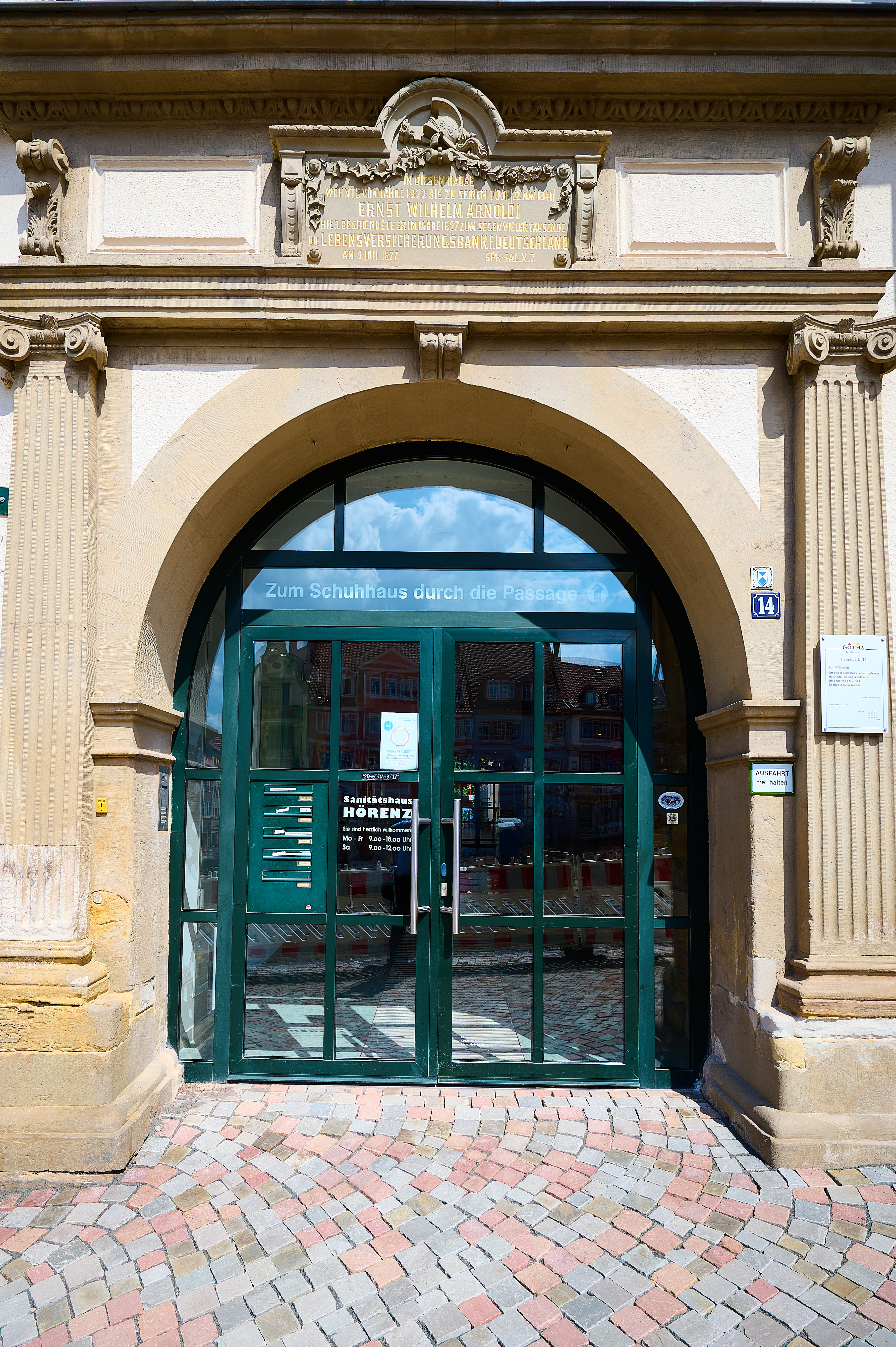
Eingang zur Wohn- und Arbeitsstätte (1963–2000) von Kurt W. Streubel

Kurt Joseph Maria Waldfried Streubel (* 14. Mai 1921 in Starkstadt, Okres Náchod, Tschechoslowakei; † 8. Dezember 2002 in Weimar) war ein deutscher Maler und Grafiker der Moderne.

## Leben
Streubel wuchs als Sohn deutscher Eltern in Starkstadt auf. Der Vater Joseph war Inhaber eines Fotoateliers, die Mutter Maria als Schneidermeisterin tätig. Streubel besuchte die Volksschule und das Stiftsgymnasium am Benediktinerkloster Braunau in Braunau. Nach dem Besuch einer Textilfachschule erwarb er 1940 einen Berufsabschluss als Entwerfer für Druck-Design und Kolorit. Ab 1939 nahm er als Soldat der Deutschen Wehrmacht am Zweiten Weltkrieg teil. 1944 wurde er wegen Disziplinarvergehen zu einem Jahr Festungshaft in Cherbourg verurteilt. Nach der Befreiung durch alliierte Truppen geriet er in britische Kriegsgefangenschaft und unterrichtete dort im Mal- und Zeichenzirkel. Nach der Entlassung aus der Gefangenschaft ging er nach Gotha. 1946 bis 1948 studierte er Malerei an der Hochschule für Baukunst und bildende Künste in Weimar bei Hoffmann-Lederer und Schäfer-Ast. Mit  Karl Meusel, Otto Kayser und Harry Schmidt-Schaller war er 1945 an der Gründung der ersten überregionalen Künstlerorganisation Thüringen in der SBZ beteiligt. 1946 wurde diese durch den „Schutzverband bildender Künstler“ abgelöst und als Sparte in der „Gewerkschaft 17 für Kunst und Schrifttum“ geführt. Es folgten Arbeits- und Studienaufenthalte bei Georg Muche in Krefeld und an der Kunstakademie Düsseldorf.
Danach ließ sich Streubel als freiberuflicher Maler und Grafiker in Gotha nieder. Seine surrealen und konstruktivistischen Arbeiten entsprachen nicht dem Erwartungsbild des Sozialistischen Realismus. Seine Werke wurden als bürgerlich-dekadent diskreditiert und fielen der Formalismus-Debatte zum Opfer. Als sich 1952 der VBKD unter Führung des Kulturbundes der DDR neuformierte, entledigte man sich durch Bereinigung des Mitgliederbestandes zahlreicher Formalisten. Dies betraf auch Streubel, sodass er endgültig vom sozialistischen Kunstbetrieb abgekoppelt war.
Nach seinem Rückzug in die innere Emigration arbeitete er als Messedekorateur, Textilgestalter, entwarf Texte und Szenarien für eine „Anti-Oper“ mit dem Komponisten und Freund Siegfried Geißler. 1965 erhielt er erste Aufträge zur Herstellung gebrauchsgrafischer Erzeugnisse für das Staatliche Sinfonieorchester Suhl. Sein bildkünstlerisches Schaffen erfolgte jenseits der Öffentlichkeit, bekam kaum Beteiligung an Ausstellungen und wenig Beachtung seiner surreal-dadaistisch anmutenden Gedichte und Texte. 1976 geriet er im Zusammenhang mit der Ausbürgerung von Wolf Biermann in den Fokus des MfS, eine Operative Personenkontrolle (OPK) wegen des Verdachts auf Untergrundtätigkeit wurde eingeleitet. Ab 1979 wurde er allmählich wieder als Künstler rehabilitiert und als Mitglied im VBK anerkannt.

## Werk (Auswahl)
1948: „Besinnung“ Pinsel in Tusche, schwarz; 41 × 32 cm; Sammlung Geißler
1949: „Kosmische Komposition“ (Wegweiser Rückseite) Aquarell; 37 × 33 cm
1952: „Musen des Friedens“ Gouache auf Leinwand; 26 × 39 cm; Graphische Sammlungen Weimar
1953: „Zyklus konstruktiv“ 5 Arbeiten, Öl, Gouache auf Leinwand 39 × 26 cm
1967: „strangent“ Schwarz eingefärbte Druckstöcke, auf braun grundierter Faserplatte; 64,5 × 47 cm
1969: „Vorfeld I“ Öl auf Faserplatte; 46 × 66 cm
1969: „Opus M“ Öl auf Pappe; 47 × 63 cm; Sammlung Geißler
1971: „Viereckweiß“ Öl auf Karton; 47 × 67 cm
1975: „Landschaft – esoterisch“ Öl/Gouache auf Pappe; 48,5 × 65 cm; Mühlhäuser Museen
1978: „Lichtende Bewegung“ Öl/Gouache auf Leinwand; 46,5 × 66 cm
1979: „Bildnis der Auskunft“ Mehrfarbiger Schablonendruck; 42,4 × 30,1 cm; Sammlung Geißler

## Ausstellungen (unvollständig)
1946: Gemeinschaftliche Werkausstellung im Schlossmuseum Gotha mit Karl Meusel, Siegfried Brückner, Otto Kayser, Harry Schmidt-Schaller
1947: 1. Landesausstellung bildender Künstler Thüringens, veranstaltet von der Gewerkschaft 17
1948: „Junge Maler suchen neue Wege“ in Eisenach
1950: 1. Juryfreie Kunstausstellung der Gewerkschaft 17 in Gotha
1976: Privatausstellung in der Wohnung von Siegfried Geißler
1980: „Farbige Grafik der DDR (II)“ Staatliche Museen Schwerin
1980: Ausstellung „Thüringen 79 – Stellungnahmen zu einer Landschaft“ im Schlossmuseum Gotha
1981: Werkpräsentation 1946–1981 anlässlich seines 60. Geburtstages im Schlossmuseum Gotha
1981: Ausstellung „Aspekte – Kunst zwischen 1945 und 1960, Thüringer Maler und Grafiker“ Erfurt
1982: Ausstellung „100 ausgewählte Grafiken 1982“, in Dresden, Berlin, Cottbus, Karl-Marx-Stadt, Rostock, Suhl und Erfurt
1982–1983: IX. Kunstausstellung der DDR in Dresden
1984: Ausstellung „Die Stadt“ des Erfurter Kunstkabinetts im Kulturbund der DDR
1984: 10. Bezirksausstellung Bezirk Erfurt; Ausstellung „Farbige Grafik der DDR (III)“, Staatliche Museen Schwerin
1989: Ausstellung „Druckgrafik aus Thüringen – Eine Auswahl“ Museum Schloss Burgk/Neue Galerie
1989: Teilnahme an der „11. Kunstausstellung Bezirk Erfurt“
1990: Ausstellung der Gothaer Versicherung, Herausgabe einer Grafikmappe 10 Reproduktionen der Jahre 1946–1952
1998: „Einblicke – Kunst aus der DDR“ Ausstellung des Europäischen Kultur- und Informationszentrums in Thüringen
1999: „Innensichten – Kunst in Thüringen 1945 bis heute“ in Gera
1999: „Querschnitt – Kunstraum Thüringen. Aspekte der Malerei und Grafik im 20. Jahrhundert“ in Mühlhausen
2002: Ausstellung „Kunstraum Thüringen – Aspekte der Malerei und Grafik 1945 bis 1990“ in Mühlhausen
2002: „Kurt-W.-Streubel-Retrospektiven“ Städtische Galerie Sonneberg und Lindenau-Museum Altenburg
2021: „Entdeckungsreise ins Unbekannte. Kurt W. Streubel zum 100.“ KunstForum Gotha

## Ehrungen
- 2012: Gedenktafel an der Wohn- und Arbeitsstätte von Kurt W. Streubel in Gotha[17]